# Alexander Meyer (Fußballspieler, 1983)
Alexander Meyer (* 19. Oktober 1983 in Jülich) ist ein ehemaliger deutscher Fußballspieler.

## Laufbahn
Der Abwehrspieler begann seine Karriere in Titz-Rödingen. Dann wechselte er zu Germania Teveren und anschließend zu den Amateuren von Bayer 04 Leverkusen. 2002 wurde er zum U-19-Nationalspieler nominiert und feierte bei der Europameisterschaft in Norwegen große Erfolge, wo er zum Spieler des Turniers gewählt wurde.
In der Saison 2003/04 wurde er in die 1. Mannschaft von Bayer Leverkusen berufen, wo der Erfolg allerdings zunächst ausblieb. Während der gesamten Saison hatte er unter dem damaligen Trainer Klaus Augenthaler fast keine Spielpraxis. Daher wurde er mit Beginn der Saison 2004/05 für zwei Jahre an den MSV Duisburg ausgeliehen, wo er schon bald zur Stammelf gehörte. Mit dem Verein stieg Alexander Meyer in die Bundesliga auf, dort zählte er zu den Stammkräften des MSV in der Bundesligasaison 2005/06. Auf Grund seiner guten Leistungen beschloss Bayer Leverkusen, ihn erneut zu verpflichten.
In der Saison 2006/07 konnte Meyer kein einziges Spiel für die Leverkusener Profimannschaft bestreiten, da ihn eine langfristige Verletzung plagte. Zur Spielzeit 2007/08 kehrte er ablösefrei zum MSV Duisburg zurück, kam aber auch dort zu keinem einzigen Bundesligaeinsatz. 2010 musste er seine Karriere beenden.